# Alexandre de Robaulx
Alexandre de Robaulx, né au château d'Hantes (Fontaine-l'Évêque) le 20 avril 1798 et mort le 5 février 1861 à Liège, est un homme politique belge.

## Fonctions et mandats
- Membre du Congrès national : 1830-1831
- Membre de la Chambre des représentants de Belgique : 1831-1835

## Sources
- A. Freson, « Alexandre de Robaulx », in Biographie nationale de Belgique, t. XIX, 1907, col. 398-400
- Joseph Hanquet, « L'impétueux M. de Robaulx (1798-1861) », in Les gens de robe liégeois et la révolution de 1830, Liège, Thone, 1930, p. 313-320.